# Louis F. Hart
Louis Folwell Hart (High Point, Missouri, 4 de janeiro de 1862 – Tacoma, Washington, 4 de dezembro de 1929) foi um político americano que serviu como sétimo tenente-governador de Washington entre 1913 e 1919, e como nono governador daquele mesmo estado entre 14 de junho de 1919 e 12 de janeiro de 1925. Republicano, Hart reorganizou a estrutura administrativa do estado, reduzindo o número de agências e obtendo, consequentemente, economias financeiras.

## Biografia
Hart nasceu em High Point, Missouri e estudou direito. Casou-se com Ella James, em 9 de fevereiro de 1881, também no estado do Missouri, e com ela, ao longo de vários anos, teve cinco filhos, três meninos e duas meninas.